# شورلت ون
شورلت ون (Chevrolet Van) خودرویی است که در سال‌های ۱۹۶۴ تا ۱۹۹۶تولید شده‌است.